# Lasianthus hookeri
Lasianthus hookeri là một loài thực vật có hoa trong họ Thiến thảo. Loài này được C.B.Clarke ex Hook.f. mô tả khoa học đầu tiên năm 1880.